# NHL Heritage Classic 2014
L'NHL Heritage Classic 2014 è stata una partita disputata all'aperto nel corso della stagione regolare 2013-2014 della National Hockey League, parte della serie di partite di hockey su ghiaccio giocate all'aperto dalla NHL conosciute come Heritage Classic. La partita si disputò il 2 marzo 2014 al BC Place di Vancouver e vide di fronte gli Ottawa Senators contro la squadra di casa dei Vancouver Canucks.

## Organizzazione

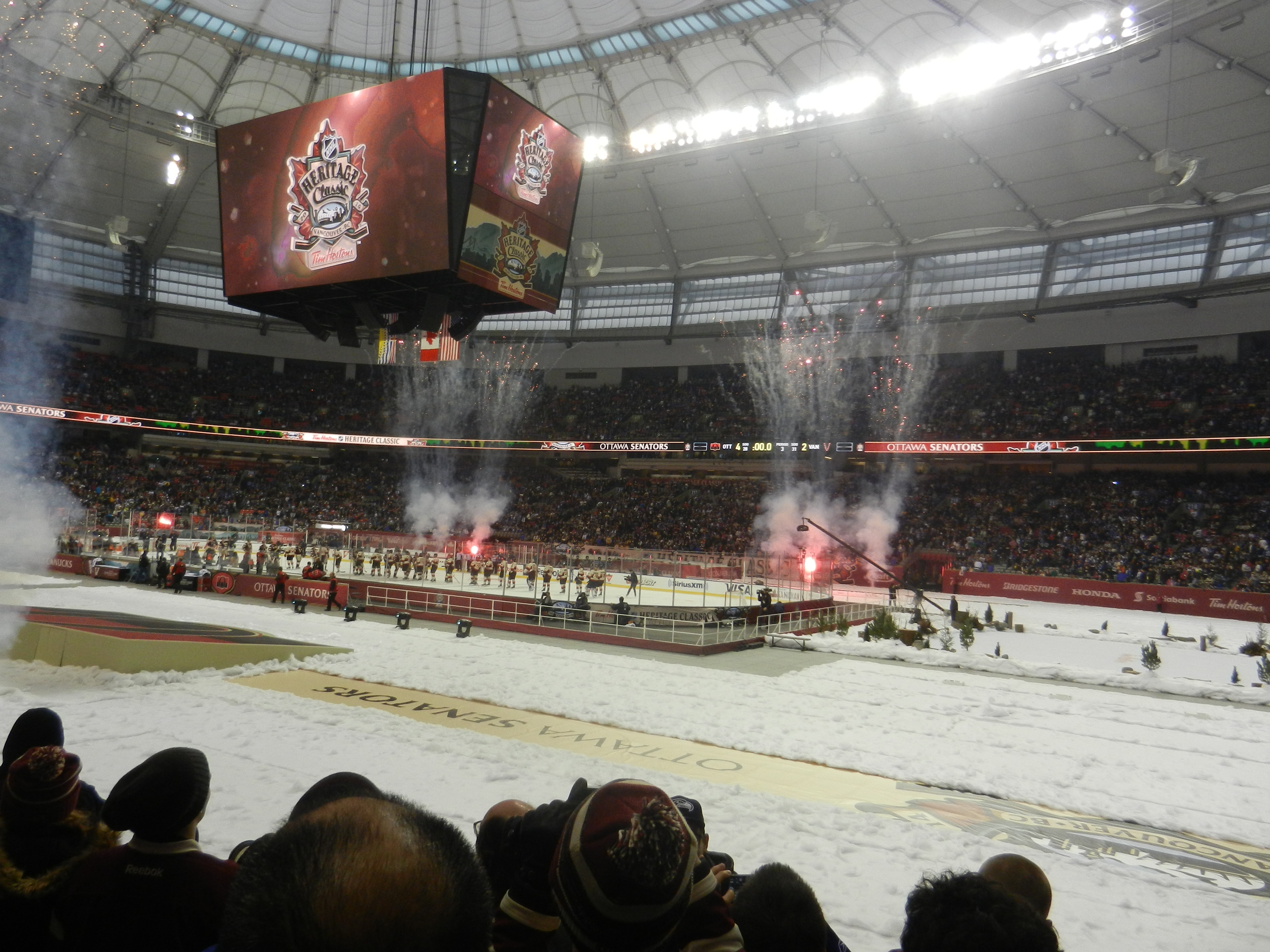
Fuochi d'artificio al termine della partita.

Fu la prima partita all'aperto ad essere giocata in ciò che tecnicamente è un palasport, anche se di capacità maggiori rispetto a una tipica arena del NHL. Il BC Place è uno stadio con il tetto retrattile, ma non si sa se lo stadio ha la capacità di mantenere il suo tetto aperto anche con il brutto tempo (diversi stadi di questo tipo non possono essere tenuti aperti con il mal tempo a causa del drenaggio).
In Canada la partita fu trasmessa dalla CBC, mentre a livello internazionale e negli Stati Uniti dalla NBC. Alcune ore prima dell'inizio della gara fu annunciato che si sarebbe giocato l'intero incontro con il tetto del BC Place chiuso a causa della possibilità di nevicate. Prima della gara fu tributato un omaggio alla nazionale del Canada vincitrice della medaglia d'oro nel torneo femminile di hockey dei giochi di Soči 2014.
Per l'occasione entrambe le franchigie indossarono delle divise speciali: i Vancouver Canucks indossarono una maglia ispirata a quella dei Vancouver Millionaires, squadra della PCHA che nel 1915 vinse la Stanley Cup. Gli Ottawa Senators scelsero invece una maglia ispirata a quella degli originali Senators, capaci di vincere nella loro storia 4 Stanley Cup.

## Referto
| Arbitri: | Steve Kozari Tom Kowal |

| |            | |
| (E. Condra, E. Gryba) C. MacArthur 15:15 (C. MacArthur) E. Karlsson 17:03 (J. Spezza, M. Michalek) C. Ceci 30:11 (C. Neil, Z. Smith) C. Greening 58:27 | Marcatori  | 04:54 J. Garrison (D. Hamhuis, J. Hansen) 11:27 Z. Kassian |
| 41 - P - Craig Anderson 3 - D - Marc Methot 4 - D - Chris Phillips (A) 5 - D - Cody Ceci 6 - AD - Bobby Ryan 7 - C - Kyle Turris 9 - AS - Milan Michálek 14 - C - Colin Greening 15 - C - Zack Smith 16 - AS - Clarke MacArthur 19 - C - Jason Spezza 22 - AD - Erik Condra 25 - AD - Chris Neil (A) 40 - P - Robin Lehner 46 - D - Patrick Wiercioch 62 - D - Eric Gryba 65 - D - Erik Karlsson 68 - C - Mike Hoffman 89 - AS - Cory Conacher 93 - C - Mika Zibanejad | Formazioni | Eddie Läck - P - 31 Roberto Luongo - P - 1 Dan Hamhuis - D - 2 Kevin Bieksa (A) - D - 3 Jason Garrison - D - 5 David Booth - AS - 7 Chris Tanev - D - 8 Zack Kassian - AD - 9 Alexandre Burrows - AS - 14 Brad Richardson - AD - 15 Ryan Kesler - C - 17 Ryan Stanton - D - 18 Christopher Higgins - AS - 20 Zac Dalpe - C - 21 Daniel Sedin - AS - 22 Alexander Edler - D - 23 Raphael Diaz - D - 24 Tom Sestito - AS - 29 Henrik Sedin (C) - C - 33 Jannik Hansen - AD - 36 |
| Paul MacLean | Allenatori | John Tortorella |